# Zoetermeerse gemeenteraadsverkiezingen 2022
De gemeenteraadsverkiezingen van 2022 in Zoetermeer vonden plaats op 16 maart 2022. Deze verkiezingen werden gehouden om de nieuwe samenstelling van de gemeenteraad vast te stellen voor de periode 2022-2026. 

## Achtergrond
De verkiezingen stonden in het teken van een aantal belangrijke lokale thema's, waaronder woningbouw en afvalbeleid. Het afvalbeleid werd met name een controversieel onderwerp vanwege de invoering van het nieuwe afvalscheidingssysteem. Dit systeem, bestaande uit zes punten, omvatte onder meer het invoeren van Diftar (gedifferentieerde afvaltarieven), waarbij inwoners per keer zouden moeten betalen voor het ophalen van hun restafval. Andere maatregelen waren het verminderen van de ophaalfrequentie van restafval naar één keer per vier weken en het stimuleren van de scheiding van plastic, blik en drinkpakken (PBD). Het referendum vroeg de inwoners van Zoetermeer om zich uit te spreken over dit beleid in zijn geheel.
Het afvalbeleid werd al in 2020 door de gemeenteraad goedgekeurd, maar leidde tot verzet onder de inwoners. Zoetermeerse inwoonster Dani Scheffers startte een initiatief voor een referendum, waarmee ze uiteindelijk genoeg steun kreeg om het afvalbeleid opnieuw ter discussie te stellen. Het referendum dat in maart 2022 werd gehouden, liet inwoners enkel ja of nee stemmen over het volledige afvalbeleid, ondanks aanbevelingen om per afzonderlijk punt te stemmen. Dit leidde tot verdeeldheid in de stad en beïnvloedde de campagne van verschillende partijen.
De uitslag van het referendum liet weinig ruimte voor interpretatie: 81% van de stemmers wees het voorgestelde afvalbeleid af. Dit was een belangrijke factor die de verkiezingsuitslag beïnvloedde, aangezien partijen die kritisch stonden tegenover het afvalbeleid, zoals de lokale partij PDvZ, aanzienlijke winst boekten.

## Resultaten

### Opkomst en kiesdeler
|                   | 2018   | 2018      | 2022   | 2022  |
| # stemmen         | %      | # stemmen | %      |       |
| ----------------- | ------ | --------- | ------ | ----- |
| Kiesgerechtigden  | 96.946 |           | 99.151 |       |
| Opkomst           | 49.688 | 51,25     | 51.855 | 52,3  |
| Ongeldige stemmen | 201    | 0,4       | 124    | 0,24  |
| Blanco stemmen    | 251    | 0,51      | 319    | 0,62  |
| Geldige stemmen   | 49.236 | 99,09     | 51.412 | 99,14 |
| Kiesdeler         | 1262   | 2,56      | 1318   | 2.56  |

### Verkiezingsuitslag
De verkiezingen leidden tot grote verschuivingen in de samenstelling van de gemeenteraad. De VVD, onder leiding van Jan Iedema, bleef de grootste partij, maar verloor twee zetels en zakte van zeven naar vijf zetels. Andere grote verliezers waren D66, dat van vijf naar drie zetels zakte, en GroenLinks, dat één zetel verloor en terugviel naar vier zetels. Het CDA halveerde van vier naar twee zetels.
Aan de andere kant waren er duidelijke winnaars in deze verkiezingen. De lokale partij PDvZ  maakte de grootste sprong, waarbij het zetelaantal verdrievoudigde van één naar vier zetels. Ook andere lokale partijen, zoals Zó! Zoetermeer en Zoetermeer Vooruit, deden het goed en wisten beide hun zetelaantal met één te verhogen, naar respectievelijk drie zetels. Forum voor Democratie deed voor het eerst mee aan de verkiezingen en behaalde meteen één zetel.
| Partij            | Partij                | lijsttrekker            | 2018    | 2018       | 2018   | 2022    | 2022       | 2022   | Verschil |
| Partij            | Partij                | lijsttrekker            | Stemmen | Percentage | zetels | Stemmen | Percentage | zetels | Verschil |
| ----------------- | --------------------- | ----------------------- | ------- | ---------- | ------ | ------- | ---------- | ------ | -------- |
|                   | VVD                   | Jan Iedema              | 8.002   | 16,25%     | 7      | 6.803   | 13,23%     | 5      | 2        |
|                   | LHN                   | Hilbrand Nawijn         | 5.898   | 11,98%     | 5      | 6.064   | 11,79%     | 5      | 0        |
|                   | GROENLINKS            | Jordy Boerboom          | 5.211   | 10,58%     | 5      | 4.630   | 9,01%      | 4      | 1        |
|                   | PDvZ                  | Wim Blansjaar           | 1.650   | 3,35%      | 1      | 4.613   | 8,97%      | 4      | 3        |
|                   | Zó! Zoetermeer        | Marijke van der Meer    | 2.486   | 5,05%      | 2      | 4.508   | 8,77%      | 3      | 1        |
|                   | Zoetermeer Vooruit    | Juliette Meurs          | 2.647   | 5,38%      | 2      | 3.919   | 7,62%      | 3      | 1        |
|                   | D66                   | Frank Schoonbeek        | 5.593   | 11,36%     | 5      | 3.809   | 7,41%      | 3      | 2        |
|                   | PvdA                  | Margot Kraneveldt       | 2.952   | 6%         | 2      | 3.408   | 6,63%      | 3      | 1        |
|                   | PVV                   | Jeremy Mooiman          | 3.086   | 6,27%      | 2      | 3.184   | 6,19%      | 2      | 0        |
|                   | SP                    | Jan Velner              | 2.957   | 6,01%      | 2      | 2.797   | 5,44%      | 2      | 0        |
|                   | CDA                   | Ingeborg ter Laak       | 4.632   | 9,41%      | 4      | 2.655   | 5,16%      | 2      | 2        |
|                   | ChristenUnie-SGP      | Francijn Brouwer        | 2.667   | 5,42%      | 2      | 2.273   | 4,42%      | 2      | 0        |
|                   | Forum voor Democratie | Marco van den Boomgaard |         |            |        | 1.909   | 3,71%      | 1      | 1        |
|                   | GOED                  | Ton Lammertink          |         |            |        | 840     | 1,63%      | 0      | 0        |
| Overige partijen  | Overige partijen      | Overige partijen        | 1.455   | 3,97%      | 0      |         |            |        |          |
| Blanco / ongeldig | Blanco / ongeldig     | Blanco / ongeldig       | 452     | 0,91%      | 0      | 443     | 0,86%      |        |          |
| Totaal            | Totaal                | Totaal                  | 49.688  | 100%       | 39     | 51.855  | 100%       | 39     |          |

| 2018 | 2022 |

## Coalitievorming en college
Na de gemeenteraadsverkiezingen werd Sander Dekker aangesteld als informateur. Zijn taak was om te onderzoeken welke partijen het beste een stabiele coalitie konden vormen. Dekker kwam na gesprekken met alle partijen tot de conclusie dat een coalitie bestaande uit de VVD, LHN, PDvZ, Zó! Zoetermeer,  CDA en ChristenUnie-SGP de meeste kans van slagen had. Zijn keuze werd mede bepaald door de wens om een mix van ervaren en lokale partijen te combineren.

### College van B&W
| Collegelid                     | Collegelid           | Ambt | Ambtsperiode   | Ambtsperiode | Partij           | Partij |
| Afbeelding                     | Naam                 | Ambt | Begindatum     | Einddatum    | Partij           | Partij |
| ------------------------------ | -------------------- | --- | -------------- | ------------ | ---------------- | ------ |
| Foto Michel Bezuijen           | Michel Bezuijen      | Burgermeester | 1 oktober 2020 | heden        | VVD              |        |
|                                | Jan Iedema           | wethouder Financiën, Stedelijke ontwikkeling, Economie, arbeidsmarkt en Innovatie                                                                 | 8 juni 2022    | heden        | VVD              |        |
|                                | Ronald Weerwag       | wethouder Wonen, Sport, Ruimtelijke ordening, Wijkgericht werken enVergunningverlening                                                            | 8 juni 2022    | heden        | LHN              |        |
| Generieke afbeelding politicus | Willeke Mertens      | wethouder Kunst & Cultuur, Stadsarchief, Inwonersoverleg, Grondzaken, Afval en Facilitaire zaken                                                  | 8 juni 2022    | 8 april 2024 | PvDZ             |        |
|                                | Wim Blanjaar         | wethouder Kunst & Cultuur, Stadsarchief, Inwonersoverleg, Grondzaken, Afval en Facilitaire zaken                                                  | 8 april 2024   | heden        | PvDZ             |        |
|                                | Marijke van der Meer | wethouder Jeugd & Onderwijs, Natuur, Milieu, Dierenwelzijn, Stadsboerderijen, Openbare ruimte, Toegankelijkheid, Dienstverlening, Vastgoed en ICT | 8 juni 2022    | heden        | Zó! Zoetermeer   |        |
| Foto ter laak                  | Ingeborg ter Laak    | wethouder Zorg & welzijn, Inburgering & asielbeleid en Verkeer & mobiliteit                                                                       | 8 juni 2022    | 8 juli 2024  | CDA              |        |
|                                | Véronique Frinking   | wethouder Zorg & welzijn, Inburgering & asielbeleid en Verkeer & mobiliteit                                                                       | 8 juli 2024    | heden        | CDA              |        |
|                                | Bouke Velzen         | wethouder Armoedebeleid, Sociale zaken, Inkomen en Duurzaamheid & energietransitie                                                                | 8 juni 2022    | heden        | ChristenUnie-SGP |        |